# Michael Ludwig (Fechter)

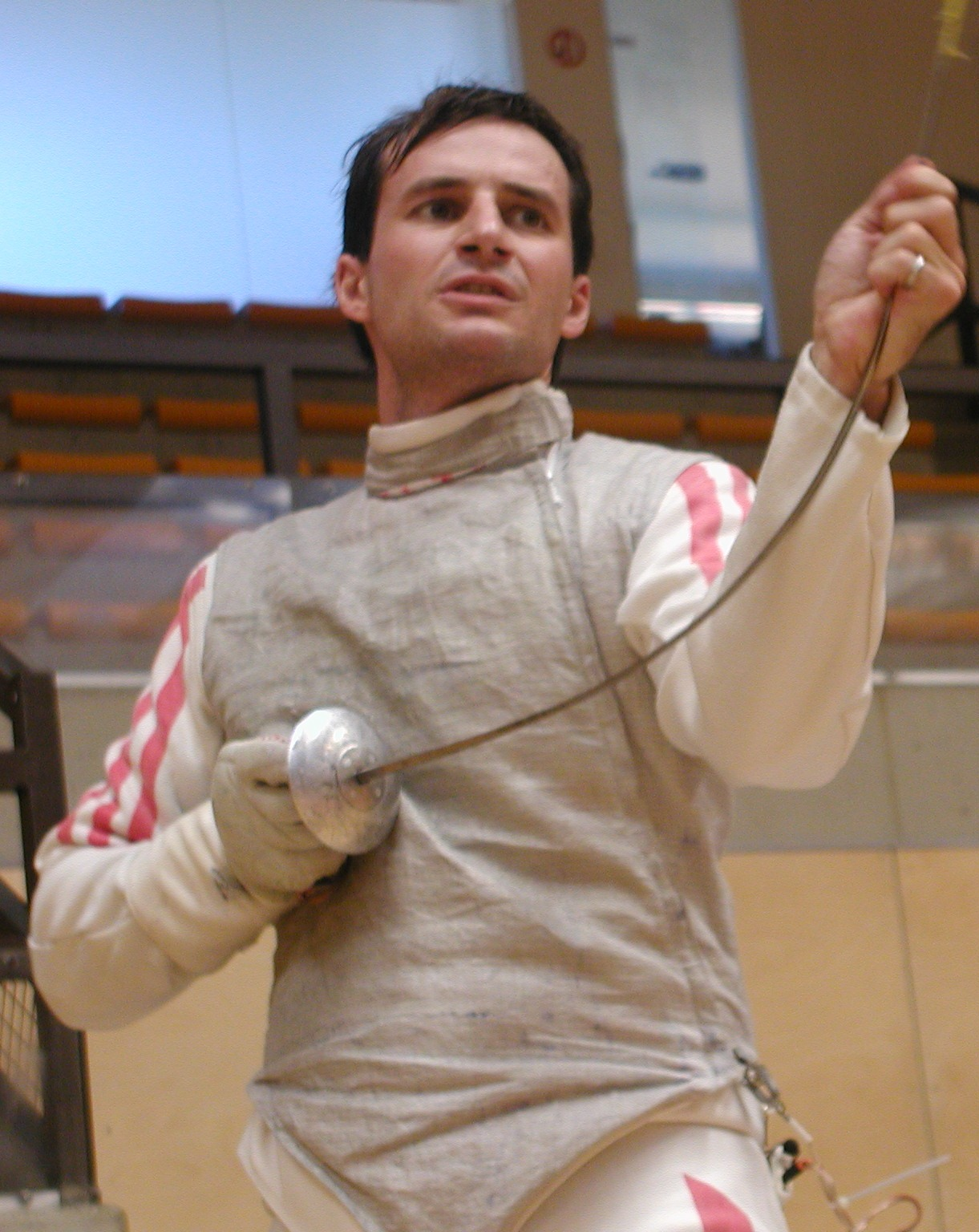
Michael Ludwig (Grazer-Messepokal 06, 23. September 2006)

Michael Ludwig (* 19. Dezember 1972 in Wien) ist ein österreichischer Florettfechter.

## Leben
Er war Fechter im österreichischen Fechtverband und trainierte hauptsächlich im BSFZ Südstadt unter der Leitung von Lajos Szlovenszky und später Gerd Salbrechter.
Nach der Saison 2005/06 trat Michael Ludwig vom aktiven Fechtsport zurück. In dieser Saison erfocht er beim Weltcup in Kopenhagen die Bronzemedaille und kam unter die besten 32 beim Grand Prix von Paris (wo er gegen den Österreicher Mortiz Hinterseer verlor). Bei der WM 2006 in Turin verlor er beim Gefecht um den Einzug unter die besten 64 gegen Szabados nach einer Führung. In der Saison 2006/07 focht er noch einmal beim Weltcup in Venedig, scheiterte aber auch hier an der Hürde der besten 64. Seine größten Erfolge feierte er bei Europameisterschaften. Dort gewann er insgesamt acht Medaillen, darunter die Goldmedaille im Einzel bei den Europameisterschaften 1992. Bei seinen drei Olympiateilnahmen war ein vierter Platz mit der Mannschaft 1996 in Atlanta die beste Platzierung.
1997 erhielt er das Silberne Ehrenzeichen für Verdienste um die Republik Österreich.

## Erfolge
Europameisterschaften
- 1991 in Wien: Silber im Einzel
- 1992 in Lissabon: Gold im Einzel, Bronze mit der Mannschaft
- 1997 in Danzig: Bronze im Einzel
- 1998 in Plowdiw: Bronze im Einzel und mit der Mannschaft
- 2000 in Madeira: Silber mit der Mannschaft
- 2002 in Moskau: Bronze im Einzel
- 2004 in Kopenhagen: Bronze im Einzel

Weltcup
- 1998 1. Valencia (Venezuela)
- 1999 28. März 2. Budapest
  - Finale: Haibin Wang (China) – Michael Ludwig 15:10
  - Halbfinale: Michael Ludwig – Salvatore Sanzo (Italien) 15:3!
- 2005 5. Februar 1. A Coruña
- 2006 3. in Kopenhagen